# Christian von Oldenburg

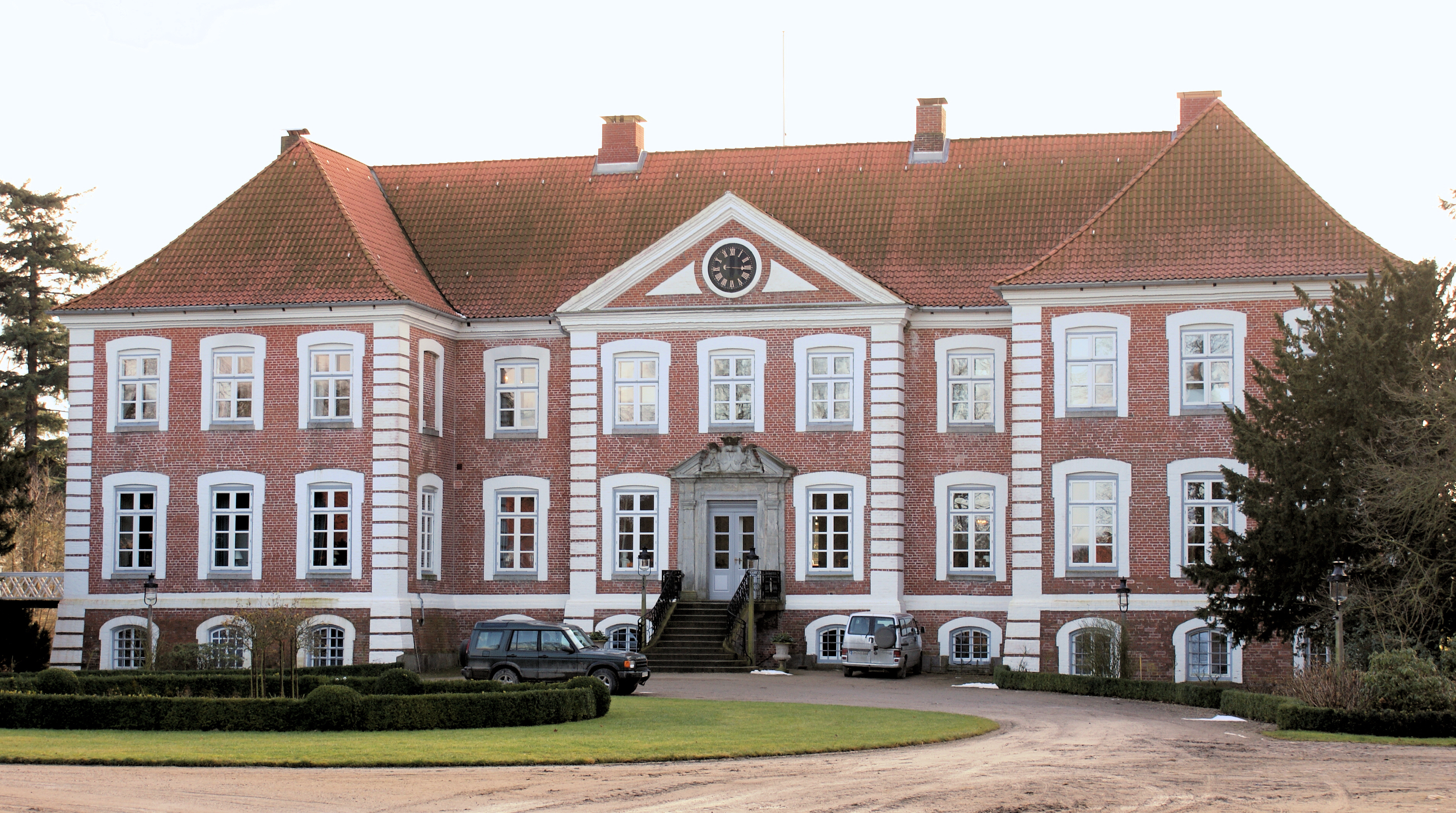
De façade van Güldenstein

Christian Nikolaus Udo Peter Herzog von Oldenburg (Rastede, 1 februari 1955) is sinds 20 september 2014 hoofd van het huis Oldenburg, eertijds groothertogen van Oldenburg.

## Biografie
Oldenburg is de zoon van Anton-Günther Herzog von Oldenburg (1923-2014) en Amelie Prinzessin zu Löwenstein-Wertheim-Freudenberg (1923-2016). Hij trouwde in 1987 met Caroline Gräfin zu Rantzau (1962), telg uit het sinds 1822 ook Nederlandse adellijke geslacht Von Ranzow, met wie hij vier kinderen kreeg.
Na het overlijden van zijn vader volgde hij die op als hoofd van het huis Oldenburg. Volgens gewoonterecht draagt hij daarna het predicaat Koninklijke Hoogheid. Hij en zijn gezin bewonen het Gut Güldenstein, een goed dat sinds 1839 in het bezit is van de familie Oldenburg, nadat het daarvoor in bezit was van de familie van zijn vrouw.